# بوني وكلايد

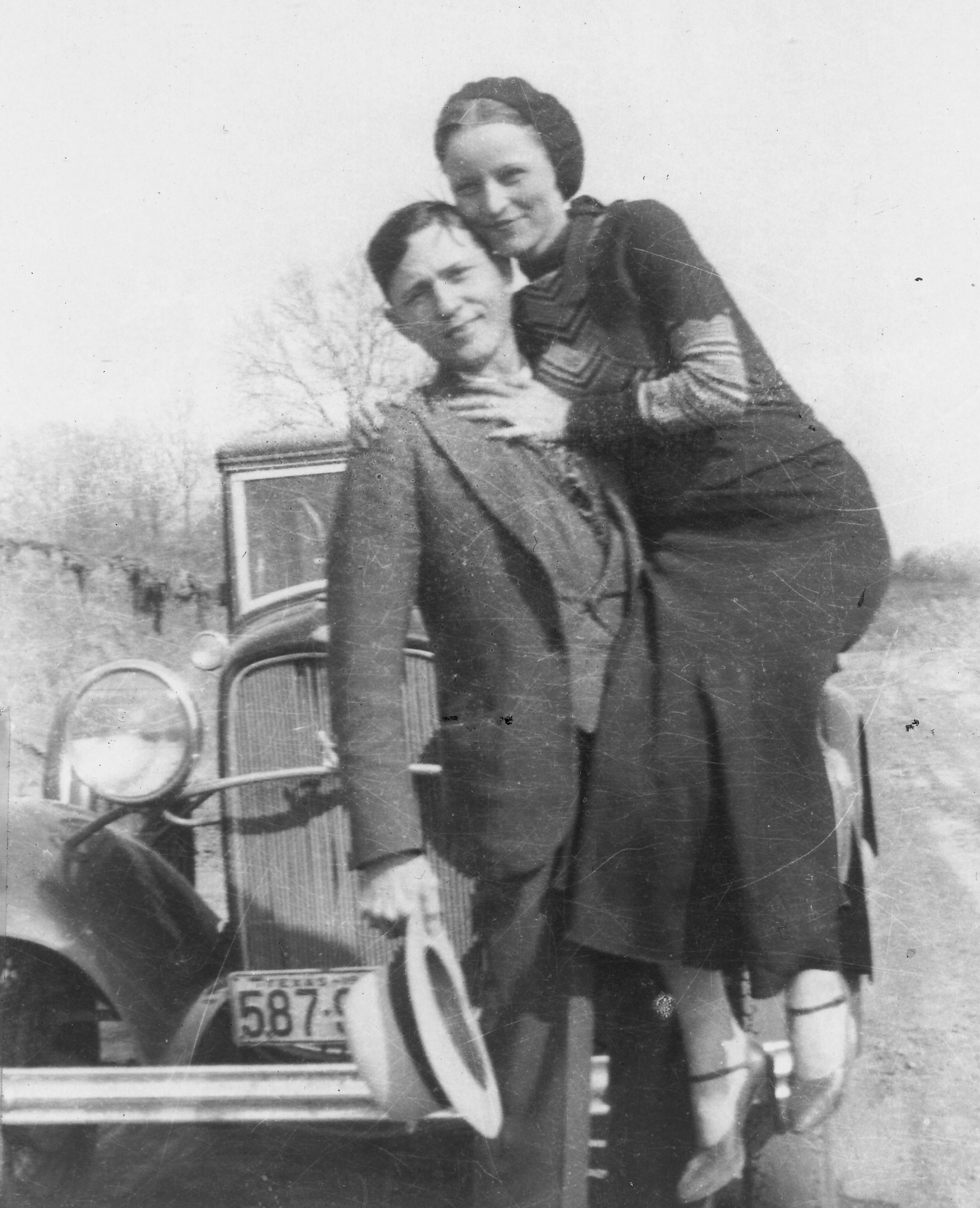
بوني وكلايد

بوني إليزابيث باركر (1 أكتوبر 1910 - 23 مايو 1934) وكلايد تشيستنت (24 مارس 1909 - 23 مايو 1934) كانا مجرمين أمريكيين سافروا إلى وسط الولايات المتحدة مع عصابتهم خلال فترة الكساد الكبير. كان الزوجان معروفين بسرقة البنوك، على الرغم من أنهما فضلا سرقة المتاجر الصغيرة أو دور الجنازات الريفية. استحوذت مآثرهم على انتباه الصحافة الأمريكية وقرائها خلال ما يشار إليه أحيانًا باسم "عصر عدو الشعب" بين عامي 1931 و1934. وقد تعرضوا لكمين من قبل الشرطة وقتلوا بالرصاص في بينفيل باريش بولاية لويزيانا. ويعتقد أنهم قتلوا ما لا يقل عن تسعة من ضباط الشرطة وأربعة مدنيين.
فيلم بوني وكلايد عام 1967، من إخراج آرثر بن وبطولة وارن بيتي وفاي دوناواي في الأدوار الرئيسية، أحيا الاهتمام بالمجرمين وأضفى عليهم هالة رومانسية. يصور فيلم نتفليكس لعام 2019 قطاع الطرق مطاردتهم من وجهة نظر رجال القانون الملاحقين لكنه تلقى آراء متباينة.

## بوني باركر
بوني إليزابيث باركر ولدت عام 1910 في روينا-تكساس، الطفلة الثانية من بين ثلاثة أطفال. والدها تشارلز روبرت باركر (1884-1911) كان عامل بناء وتوفي عندما كان عمر بوني سنة. والدتها الأرملة إيما كراوز باركر (1885-1944) انتقلت مع عائلتها إلى بيت والديها في مدينة سيمنت وهي ضاحية صناعية تقع غرب دالاس حيث عملت خياطةً. عندما كبرت بوني كتبت قصائد مثل قصة انتحار سال ونهاية الدرب والأخيرة معروفة أكثر باسم قصة بوني وكلايد. في سنتها الثانية المدرسة الثانوية، تعرفت باركر على روي ثورنتون (1908-1937). ترك الثنائي المدرسة وتزوجا في سبتمبر 1926 قبل عيد ميلادها بستة أيام. أفسد زواجهما غياباته المتكررة وخروجه على القانون فلم يدم زواجهم طويلًا. لم يتطلقا لكنهما افترقا بعد يناير 1929. كانت لا تزال ترتدي خاتم زواجه عندما توفيت. كان ثورنتون في السجن عندما سمع بموتها فعلق قائلًا أن ذلك أفضل من القبض عليهما. حُكم عليه بالسجن خمس سنوات بتهمة السرقة سنة 1933 وبعد عدة محاولات للهروب من السجن من منشآت أخرى، قُتل ثورنتون في أثناء محاولته الهروب من سجن هانتسفيل في أكتوبر 1937.
بعد انتهاء زواجها، عادت باركر للعيش مع والدتها وعملت نادلةً في دالاس، كان أحد زبائنها الدائمين عامل البريد تيد هينتون. سنة 1932، انضم إلى قسم شرطة دالاس وعمل في النهاية عضوًا في المجموعة التي قتلت بوني وكلايد. احتفظت باركر بمذكرات فترةً وجيزة في وقت مبكر من عام 1929 عندما كانت في الثامنة عشرة من عمرها، كتبت فيها عن وحدتها ونفاد صبرها من الحياة في دالاس وحبها للصور الناطقة.

## كلايد بارو
كلايد شامبيون بارو وُلد عام 1909 لعائلة فقيرة تعمل بالزراعة في مقاطعة إليس بولاية تكساس جنوب شرق دالاس. كان الخامس من بين سبعة أطفال لهنري باسيل بارو (1874-1957)، وكومي تاليثا ووكر (1874-1942). انتقلت العائلة إلى دالاس في أوائل عشرينيات القرن الماضي، جزءًا من نمط الهجرة من المناطق الريفية إلى المدينة حيث استقر الكثيرون في الأحياء الفقيرة الحضرية في غرب دالاس. أمضت عائلة بارو أشهرهم الأولى في غرب دالاس يعيشون تحت عربتهم حتى حصلوا على ما يكفي من المال لشراء خيمة.
اعتُقل بارو أول مرة في أواخر 1926. عندما كان عمره 17 عامًا بعد الركض عندما واجهته الشرطة بشأن سيارة مستأجرة فشل في إعادتها في الوقت المحدد. كان اعتقاله الثاني مع شقيقه باك بعد فترة وجيزة لحيازته ديك رومي مسروق. كان لدى بارو بعض الوظائف المشروعة خلال الفترة 1927 -1929، لكنه أيضًا كسر الخزائن وسرق المتاجر والسيارات. التقى باركر البالغة من العمر 19 عامًا بواسطة صديق مشترك في يناير 1930، وقضيا الكثير من الوقت معًا خلال الأسابيع التالية. انقطعت علاقتهما الرومانسية عندما أُلقي القبض على بارو لإدانته بسرقة السيارات.
أُرسل كلايد إلى مزرعة سجن إيستهام في أبريل 1930 عن عمر 21 عامًا. هرب من مزرعة السجن بعد فترة وجيزة من سجنه باستخدام سلاح هربته باركر إليه. أُعيد القبض عليه بعد فترة وجيزة وأُعيد إلى السجن. تعرض بارو للاعتداء في السجن، وانتقم بقتل جلاده. كانت هذه أول عملية قتل له وادعى نزيل آخر -كان يقضي بالفعل عقوبة بالسجن مدى الحياة- مسؤوليته.
من أجل تجنب الأشغال الشاقة في الحقول، قطع بارو عمدًا اثنين من أصابع قدميه في يناير 1932. ولهذا السبب، سار بعرج لبقية حياته. ومع ذلك، أُطلق سراح بارو بعد ستة أيام من إصابته المتعمدة. دون علمه، نجحت والدة بارو في تقديم التماس لإطلاق سراحه. أُطلق سراحه في 2 فبراير 1932 من إيستهام. قالت أخته ماري: لابد أن شيئًا فظيعًا حدث له في السجن لأنه لم يكن نفس الشخص عندما خرج. قال زميله رالف فولتس إنه شاهد كلايد يتحول من تلميذ إلى أفعى خشنة. سرق بارو متاجر البقالة ومحطات الوقود بمعدل يفوق بكثير عمليات السطو على البنوك العشر أو نحو ذلك المنسوبة إليه وإلى عصابة بارو. كان سلاحه المفضل هو البندقية الأوتوماتيكية M1918 براونينغ. وفقًا لجون نيل فيليبس، لم يكن هدف بارو في الحياة هو اكتساب الشهرة أو الثروة من سرقة البنوك، لكن السعي للانتقام من نظام السجون في تكساس بسبب الانتهاكات التي عانى منها هناك.

## اللقاء الأول
تصف عدة روايات لقاء باركر وبارو الأول. أكثر الادعاءات مصداقية أنهما التقيا في يناير 1930 في منزل صديق بارو كلارنس كلاي في 105 شارع هربرت في حي ويست دالاس. كان بارو يبلغ من العمر 20 عامًا، وكانت باركر في التاسعة عشرة من عمرها. كانت باركر عاطلة عن العمل، يعتقد معظم المؤرخين أن باركر انضمت إلى بارو لأنها وقعت في حبه. بقيت رفيقته الوفية وهم يرتكبان جرائمهما العديدة وتنتظر الموت العنيف الذي عدوه حتميًا.